# Ácido beta-Schäffer
Ácido beta-Schäffer, ácido β de Schaeffer, ácido 2-hidroxinaftaleno-6-sulfônico, ácido 6-hidróxi-2-naftalenossulfônico, ácido 2-naftol-6-sulfônico, ou ácido 6-hidroxinaftalen-2-sulfônico é o composto orgânico de fórmula química C10H8O4S, massa molecular 224,23. É um dos ácidos de letras, podendo ser entendido como o ácido sulfônico de posição 6 do 2-naftol, ou o naftol de posição 2 do ácido 2-naftaleno-sulfônico. É classificado com o CBNumber CB7301210. Possui ponto de fusão superior a 300 °C.
É uma substância irritante. É obtido pela sulfonação por ácido sulfúrico concentrado sobre o 2-naftol. Apresenta-se como escamas, ponto de fusão 125 °C, sendo muito solúvel em água e álcool, praticamente insolúvel em éter.
A fluorescência pode ser utilizada para indicar a pureza dos ácidos naftalenossulfônicos, e para diferenciar e reconhecer os diferentes isômeros. O sal de sódio do ácido beta-Schäffer apresenta, em solução aquosa, uma leva fluorescência entre as cores violeta e azul.
O composto é produzido após duas sulfonações do 2-Naftol: a primeira sulfonação ocorre na posição 1  e a segunda sulfonação na posição 6  Em seguida é feita uma dessulfonação, que ocorre na posição 1.
Este ácido é utilizado na síntese do corante Vermelho allura AC. Como primeiro passo, o ácido 4-amino-5-metoxi-2-metilbenzenossulfônico reage com nitrito de sódio (NaNO2), gerando um sal de diazônio. O sal de diazônio reage com o ácido de Schäffer, no carbono 1 (considerando a hidroxila no carbono 2), produzindo o corante.
A reação de acoplamento do ácido 4-aminobenzenossulfônico diazotado com o ácido 6-hidroxinaftaleno-2-sulfônico produz o corante alimentar Food Yellow No. 5 (Amarelo crepúsculo).

Ácido 4-amino-5-metoxi-2-metilbenzenossulfônico
Vermelho allura AC (imagem errada)
Ácido 4-aminobenzenossulfônico (ácido sulfanílico)
Amarelo crepúsculo